# Max Murray
Max Murray (* 1901; † 1956) war ein australischer Schriftsteller.

## Leben und Werk
Max Murray gehörte zu den letzten Schriftstellern, die ihre Kriminalromane noch in der klassischen Art zu Papier brachten. Der Autor, über den nur wenige Details bekannt sind, veröffentlichte 1947 seinen ersten Kriminalroman »Die Stimme aus dem Grab« (»The Voice of the Corpse«) in der Saturday Evening Post. Kurz darauf folgte die Buchveröffentlichung. Die Resonanz auf diesen Roman war derart positiv, dass M. Murray kaum etwas anderes übrig blieb, als weitere Kriminalromane zu schreiben. Es folgten neun weitere Romane dieses Genres.
Sein Roman »The Neat Little Corpse« wurde 1953 von Lewis R. Foster mit Ray Milland in der Hauptrolle verfilmt (»Jamaica Run«).
Murray arbeitete zeitweise als Reporter in Australien, USA und England. Während des Zweiten Weltkrieges war er bei der britischen Rundfunkanstalt BBC beschäftigt.

## Werke
- Die Stimme aus dem Grab. Kriminalroman („The Voice of the Corpse“, 1947). Heyne, München 1976, ISBN 3-453-10303-3. (Nachdr. d. Ausg. Nürnberg 1948).
- The King and the Corpse. Black Dagger Crime Books, Bath 1990, ISBN 0-8622-0783-5 (Nachdr. d. Ausg. London 1949).
- No Duty on a Corpse. Joseph Books, London 1949.
- Eine nette kleine Leiche. Ein klassischer Kriminalroman („The Neat Little Corpse“, 1950). Heyne, München 1982, ISBN 3-453-10599-0 (Nachdr. d. Ausg. München 1951).
- Good Luck to the Corpse. Farrar, Strauss & Young, New York 1951.
- Die Leiche des Ministers. Ein klassischer Kriminalroman aus dem Jahre 1951 („The Right Honourable Corpse“, 1951). Heyne, München 1979, ISBN 3-453-10415-3 (Nachdr. d. Ausg. München 1951).
- The Doctor and the Corpse. Joseph Books, London 1952.
- The Sunshine Corpse. Penguin Books, Harmondsworth 1954.
- Royal Bed for a Corpse. Penguin Books, Harmondsworth 1955.
- Breakfast with a Corpse. Joseph Books, London 1956.
- Twilight at Dawn. Joseph Books, London 1957.
- Wait for the Corpse. Joseph Books, London 1957.